# Pöttöm bolygók
A Pöttöm bolygók vagy Bing és Bong (eredeti cím: Tiny Planets) brit televíziós rajzfilmsorozat, amelynek alkotója Casey Dobie volt. Az Egyesült Királyságban 2001. június 10. és 2002. december 21. között a CITV  vetítette. Magyarországon először a Minimax sugározta "Bing és Bong" címmel 2006. március 22. és 2008. november 4. között, de csak az első 26 epizódot. Majd később a többi részt a JimJam tűzte műsorra 2008-tól, "Pöttöm bolygók" címmel. A mai napig is a JimJam adja, mind a 65 epizódot.

## Történet
A két jó barát, Bing és Bong egy másik bolygón él, és napról napra új kalandokba vágnak bele. A két mókás földönkívüli sosem henyél, a közeli hat planéta felfedezése új és új izgalmakat rejt. Bing és Bong mindig időben érkezik, hogy a többi furcsa lény segítségére legyen, tanácsot adjon – vagy akár csak hogy egy hatalmas mulatságban vegyen részt!

## Szereplők
| Szereplő | Szinkronhang   | Ismertető                   |
| -------- | -------------- | --------------------------- |
| Bing     | Dashisell Tate | A nagyobbik, fehér jeti.    |
| Bong     | Kim Goody      | A másik, kisebbik karakter. |

## Évados áttekintés
| Évad | Évad | Epizódok | Eredeti sugárzás | Eredeti sugárzás   | Magyar sugárzás   | Magyar sugárzás   |
| Évad | Évad | Epizódok | Évadpremier      | Évadfinálé         | Évadpremier       | Évadfinálé        |
| ---- | ---- | -------- | ---------------- | ------------------ | ----------------- | ----------------- |
|      | 1    | 65       | 2001. június 10. | 2002. december 21. | 2006. március 22. | 2008. november 4. |

## 1. évad
| #   | Eredeti cím                 | Magyar cím                        | Eredeti premier      | Magyar premier       |
| --- | --------------------------- | --------------------------------- | -------------------- | -------------------- |
| 1.  | Winter Warm Ups             | Téli meglepetés                   | 2001. november 3.    | 2006. március 22.    |
| 2.  | Colour Clues                | A színek titka                    | 2002. november 23.   | 2006. március 23.    |
| 3.  | Easy Rider                  | Ripsz-ropsz                       | 2002. április 20.    | 2006. március 24.    |
| 4.  | Spring Cleaning             | Tavaszi nagytakarítás             | 2002. május 4.       | 2006. március 27.    |
| 5.  | Desperately Seeking Silence | Kétségbeesetten keresem a csendet | 2002. szeptember 7.  | 2006. március 28.    |
| 6.  | Flockercise                 | Szemfejesek edzésben              | 2002. március 16.    | 2006. március 29.    |
| 7.  | Strength in Girders         | Minden a gerendán múlik           | 2002. június 26.     | 2006. március 30.    |
| 8.  | On The Right Track          | Nyomkeresés                       | 2001. november 10.   | 2006. március 31.    |
| 9.  | A Place For Everything      | Mindennek megvan a maga helye     | 2002. február 2.     | 2006. április 13.    |
| 10. | Shadow Showdown             | Árnyékok tánca                    | 2002. július 6.      | 2006. április 14.    |
| 11. | Tip The Scales              | Fő az egyensúly                   | 2002. április 27.    | 2006. április 17.    |
| 12. | Shower Power                | Zuhanyozni kell, zuhanyozni jó    | 2002. március 2.     | 2006. április 18.    |
| 13. | Flocker Flicker             | Szapora szemfejesek               | 2002. július 27.     | 2006. április 19.    |
| 14. | Bing, Bong, Bell            | A dallamcsengő                    | 2002. szeptember 21. | 2006. április 20.    |
| 15. | It's Raining Bongs          | Miből lesz az eső?                | 2001. október 27.    | 2006. április 21.    |
| 16. | Everyone's A Winner         | Mindenki nyer                     | 2002. december 21.   | 2006. április 24.    |
| 17. | Road Block                  | Útakadály                         | 2002. február 9.     | 2006. április 25.    |
| 18. | The Right Angle             | Éljen az egyenes!                 | 2002. június 15.     | 2006. április 26.    |
| 19. | The Light Fantastic         | Fény fantázia                     | 2002. október 12.    | 2006. április 27.    |
| 20. | Love Is All You Need        | A szeretet mindenek felett        | 2002. november 9.    | 2006. április 28.    |
| 21. | Found Sounds Orchestra      | Szervezzünk hangzenekart!         | 2002. november 2.    | 2006. május 15.      |
| 22. | Magnificent Seven           | A pompás hetes szám               | 2002. január 12.     | 2006. május 16.      |
| 23. | Gone With The Wind          | Elfújta a szél                    | 2001. október 20.    | 2006. május 17.      |
| 24. | Odd Bing Out                | Féltékenység                      | 2002. március 30.    | 2006. április 27.    |
| 25. | Slippery Slope              | Csúszós helyzet                   | 2002. május 25.      | 2006. április 27.    |
| 26. | What's Cooking?             | Mi sül a sütőben?                 | 2002. október 5.     | 2006. április 28.    |
| 27. | Tuba Trouble                | Nincs magyar címe                 | 2002. február 16.    | 2008. szeptember 27. |
| 28. | Jammin' Session             | Nincs magyar címe                 | 2002. augusztus 24.  | 2008. szeptember 28. |
| 29. | Season's Machine            | Nincs magyar címe                 | 2001. június 10.     | 2008. szeptember 29. |
| 30. | Pivotal Points              | Nincs magyar címe                 | 2002. június 8.      | 2008. szeptember 30. |
| 31. | True Colours                | Nincs magyar címe                 | 2002. július 13.     | 2008. október 1.     |
| 32. | Picnic Poser                | Nincs magyar címe                 | 2002. december 15.   | 2008. október 2.     |
| 33. | Pedal Meddle                | Nincs magyar címe                 | 2002. június 1.      | 2008. október 3.     |
| 34. | Big & Small                 | Nincs magyar címe                 | 2001. december 1.    | 2008. október 4.     |
| 35. | Highs & Lows                | Nincs magyar címe                 | 2002. augusztus 10.  | 2008. október 5.     |
| 36. | Sweet Temptation            | Nincs magyar címe                 | 2002. március 23.    | 2008. október 6.     |
| 37. | Mirror Magic                | Nincs magyar címe                 | 2002. január 26.     | 2008. október 7.     |
| 38. | Snow Problem                | Nincs magyar címe                 | 2001. október 13.    | 2008. október 8.     |
| 39. | Hear My Song                | Nincs magyar címe                 | 2002. szeptember 14. | 2008. október 9.     |
| 40. | Moving & Groving            | Nincs magyar címe                 | 2002. szeptember 28. | 2008. október 10.    |
| 41. | The Fisher Bing             | Nincs magyar címe                 | 2002. június 22.     | 2008. október 11.    |
| 42. | That's What Friends Are For | Nincs magyar címe                 | 2002. március 9.     | 2008. október 12.    |
| 43. | Making Rainbows             | Nincs magyar címe                 | 2002. július 20.     | 2008. október 13.    |
| 44. | Shapes Alive                | Nincs magyar címe                 | 2002. január 5.      | 2008. október 14.    |
| 45. | Be A Sport                  | Nincs magyar címe                 | 2002. október 26.    | 2008. október 15.    |
| 46. | Contrasting Views           | Nincs magyar címe                 | 2002. augusztus 3.   | 2008. október 16.    |
| 47. | Blown Away                  | Nincs magyar címe                 | 2001. november 17.   | 2008. október 17.    |
| 48. | Give Me Five                | Nincs magyar címe                 | 2001. december 29.   | 2008. október 18.    |
| 49. | Flower Power                | Nincs magyar címe                 | 2002. augusztus 17.  | 2008. október 19.    |
| 50. | Box Of Tricks               | Nincs magyar címe                 | 2002. április 6.     | 2008. október 20.    |
| 51. | Ramping Up                  | Nincs magyar címe                 | 2002. november 30.   | 2008. október 21.    |
| 52. | Keep Your Head              | Nincs magyar címe                 | 2002. április 13.    | 2008. október 22.    |
| 53. | Suits You                   | Nincs magyar címe                 | 2001. december 22.   | 2008. október 23.    |
| 54. | A Chorus Line               | Nincs magyar címe                 | 2002. augusztus 31.  | 2008. október 24.    |
| 55. | Body Talk                   | Nincs magyar címe                 | 2001. november 24.   | 2008. október 25.    |
| 56. | Pooling Resources           | Nincs magyar címe                 | 2002. november 16.   | 2008. október 26.    |
| 57. | 3D Or Not 3D?               | Nincs magyar címe                 | 2002. december 7.    | 2008. október 27.    |
| 58. | Patterns On Parade          | Nincs magyar címe                 | 2001. december 8.    | 2008. október 28.    |
| 59. | Free Wheeling               | Nincs magyar címe                 | 2002. május 18.      | 2008. október 29.    |
| 60. | Rhythm & Moods              | Nincs magyar címe                 | 2002. december 14.   | 2008. október 30.    |
| 61. | Tools, Glorious Tools       | Nincs magyar címe                 | 2002. május 11.      | 2008. október 31.    |
| 62. | Night Night, Sleep Tight    | Nincs magyar címe                 | 2002. február 23.    | 2008. november 1.    |
| 63. | Shapes & Ladders            | Nincs magyar címe                 | 2002. január 19.     | 2008. november 2.    |
| 64. | Egg-stra Large              | Nincs magyar címe                 | 2001. október 6.     | 2008. november 3.    |
| 65. | Birthday Build Up           | Nincs magyar címe                 | 2002. október 19.    | 2008. november 4.    |